# La fine della strada romana
La fine della strada romana (The End of the Roman Road) è uno scritto dell'autore inglese Gilbert Keith Chesterton, pubblicato per la prima volta nel 1924.
Mescolando i generi del saggio e del racconto, Chesterton racconta una sua "visione" avvenuta su un'antica strada romana nella campagna inglese. Nella visione, Chesterton vede una sorta di processione di gruppi di viaggiatori dei vari periodi della storia dell'Inghilterra: romani, normanni, crociati, frati, arti e mestieri, reduci della prima guerra mondiale; questo gli dà l'occasione di fare riflessioni sulla storia inglese, dalle radici fino alla contemporaneità.

## Edizioni
- G. K. Chesterton, La fine della strada romana. Una processione di pellegrini, a cura di Marco Antonellini, traduzione di Lucia Raffaelli, Rimini, Raffaelli, 2010.